# 미국의 법무부 장관

미합중국 법무장관(United States Attorney General)은 미국 법무부를 책임지는 내각의 주요 직책으로 미국 연방정부의 총괄 변호사이다. 법무부 장관은 미국의 대통령을 주로 보좌하며 모든 법적인 문제들을 맡는다. 미국의 헌법의 강령에 따르면 미국의 법무부 장관은 대통령이 임명한다. 현재 미국의 법무부 장관은 팸 본디이다.